# Gnaphosa mandschurica
Gnaphosa mandschurica är en spindelart som beskrevs av Schenkel 1963. Gnaphosa mandschurica ingår i släktet Gnaphosa och familjen plattbuksspindlar. Inga underarter finns listade i Catalogue of Life.